# اجسام جانسون

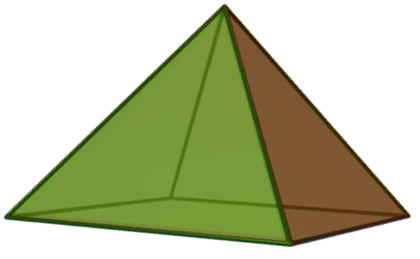
هرم مربع القاعده(J1) که اولین جسم در لیست اجسام جانسون است

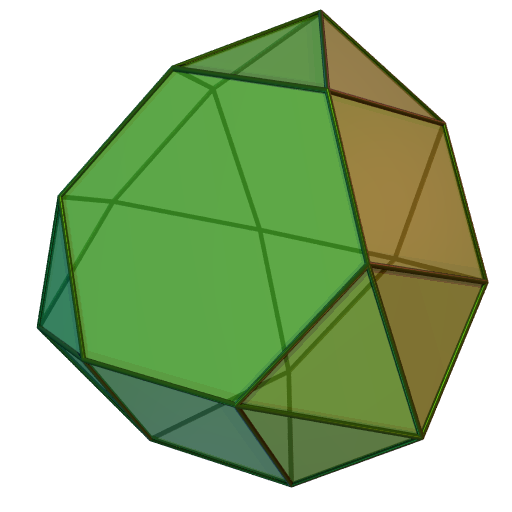
J92 که آخرین جسم در لیست اجسام جانسون است

هشت وجهی ستاره‌ای که یک جسم جانسون نیست

در هندسه، اجسام جانسون (به انگلیسی: Johnson solid) چندوجهی‌های کاملاً محدب هستند که هر وجه آن‌ها یک چندضلعی منتظم است. هیچ لزومی ندارد که همه وجه‌ها یکسان باشد، یا اینکه چند ضلعی‌های یکسان در اطراف هر راس به هم متصل شوند. اما اجسام افلاطونی و اجسام ارشمیدسی و اجسام منشوری (به انگلیسی: Prism) و اجسام پادمنشوری (به انگلیسی: Antiprism) جزء اجسام جانسون نیستند. یک نمونه از اجسام جانسون هرم مربّع القاعده(J1) است که دارای ۱ وجه مربعی و ۴ وجه مثلثی است. به‌طور کلی ۹۲ جسم جانسون وجود دارد.
از آنجا که در هر چندوجهی محدب، حداقل سه وجه در هر راس به هم می‌رسند و مجموع زوایای آن‌ها کمتر از ۳۶۰ درجه است و از آنجا که هر زاویه یک چند ضلعی منظم حداقل ۶۰ درجه است، از این رو حداکثر پنج وجه در هر راس به هم می‌رسند. هرم مخمس القاعده(J2) مثالی است که در آن پنج چندضلعی در یکی از رئوس به هم می‌رسند.
اگرچه محدودیتی آشکار وجود ندارد که هر چند ضلعی منتظم نمی‌تواند وجه یک جسم جانسون باشد، اما وجه‌های اجسام جانسونی که وجه‌هایشان یکسان نیست، همیشه ۳، ۴، ۵، ۶، ۸ یا ۱۰ ضلعی هستند.

## تاریخچه کشف
در سال ۱۹۶۶ میلادی، نورمن جانسون لیستی را منتشر کرد که شامل ۹۲ جسم جانسون بود (به استثنای اجسام افلاطونی و اجسام ارشمیدسی و اجسام منشوری (به انگلیسی: Prism) و اجسام پادمنشوری (به انگلیسی: Antiprism)) و نام و شماره آنها را از (J1) تا (J92) به آن‌ها داد. او ثابت نکرد که فقط ۹۲ جسم جانسون وجود دارد اما حدس زد که دیگر جسم دیگر، وجود نداشته باشد. ویکتور زالگالر در سال ۱۹۶۹ ثابت کرد که لیست جانسون کامل است.